# ۲۴۳ (عدد)
۲۴۳ یک عدد طبیعی است که بعد از ۲۴۲ و قبل از ۲۴۴ قرار دارد.